# 锦屏镇 (连云港市)
锦屏镇，是中华人民共和国江苏省连云港市海州区下辖的一个乡镇级行政单位。

## 行政区划
锦屏镇下辖以下地区：
东山社区、中山社区、西山社区、刘顶村、新海村、李圩村、桃花村、酒店村、岗嘴村、狮树村、陶湾村和朐山村。